# H'El
H'El es un personaje que aparece en los cómics publicados por DC Comics. Es un supervillano originario de Krypton que llegó a la Tierra en busca de destruirla con el fin de restaurar su planeta natal usando la energía liberada para proteger su nave espacial durante un viaje en el tiempo. Él es un exalumno del padre de Superman, Jor-El. El personaje fue creado por Tom DeFalco, Mike Johnsonde, Scott Lobdell y Sami Basri. Apareció por primera vez en Superman #13, parte de The New 52.

## Creación
H'El fue creado por Scott Lobdell, originalmente para ser el equivalente a Bizarro de New 52. Sin embargo, la editorial DC decidió que H'El debería convertirse en un personaje totalmente nuevo, debido a los grandes cambios que se han puesto en el personaje. Sin embargo, algunos restos de la identidad original del Bizarro permanecen en la apariencia física de H'El. Por ejemplo, el símbolo S invertida y su pálida apariencia llena de cicatrices.

## Biografía ficticia
El origen que H'El le dijo a Supergirl no es del todo fiable dado que H'El ya ha demostrado a sí mismo que está dispuesto a manipular a Supergirl para alcanzar sus metas. Según H'El, él era un estudiante preciado de Jor-El y fue elegido para ser el primer piloto de pruebas de Krypton en siglos, en un cohete diseñado por Jor-El. Su partida fue muy celebrada y en el día del lanzamiento, fue aceptado en la Casa de El por Jor-El. Durante su viaje, sin embargo, H'Él era seguido por objetos desconocidos. Se lo llevan a través del espacio inexplorado, H'El llegó a la Tierra 27 años después de la destrucción de Krypton, prometiendo regresar en el tiempo y detener la destrucción de este, sin importarle lo que le podría costar a la Tierra.
Durante H'El on Earth se narra el plan de H'El para revivir Krypton.